# 赫伯特·格鲁贝尔
赫伯特·格鲁贝尔（德語：Herbert Gruber，1942年11月9日—），奥地利男子雪车运动员。他曾代表奥地利参加1964年、1968年和1972年冬季奥林匹克运动会雪车比赛，其中1968年冬季奥运会获得一枚银牌。